# Heppiella verticillata
Heppiella verticillata là một loài thực vật có hoa trong họ Tai voi. Loài này được (Cav.) Cuatrec. mô tả khoa học đầu tiên năm 1935.